# Бизон Рамбл

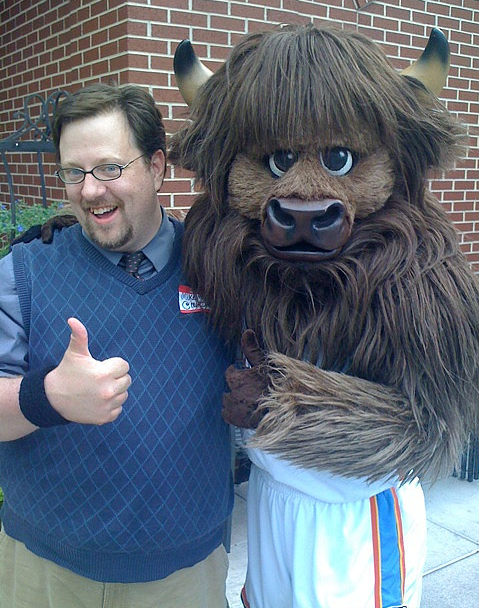
Бизон Рамбл (справа) с фанатом

Бизон Рамбл (англ. Rumble the Bison) — официальный талисман клуба Национальной баскетбольной ассоциации «Оклахома-Сити Тандер». Является антропоморфным бизоном, его имя происходит от звука, который издает гром (англ. thunder). Впервые появился 17 февраля 2009 года в перерыве во время игры «Тандер» против «Нью-Орлеан Хорнетс».
13 августа 2009 года Рамбл был удостоен награды Талисман года на ежегодном собрании талисманов НБА в Лас-Вегасе. Он был награждён в знак признания того, что представлял «Тандер» на различных общественных мероприятиях по всему Большому Оклахома-Сити. Несмотря на то, что на тот момент он был официальным талисманом команды всего шесть месяцев, его программа считалась одной из лучших в лиге. Исполнитель роли маскота зарабатывает от 80 до 100 тысяч долларов в год.
Согласно его официальной предыстории на сайте «Оклахома-Сити Тандер», Рамбл является героем индейской истории, передаваемой из поколения в поколение, в которой рассказывается о бизоне, которого ударила молния, когда он спасал своё стадо от свирепого шторма в горах Арбакл. Молния превратила его в антропоморфного сверхмощного бизона, известного сегодня как Рамбл. Когда «Тандер» переехали в Оклахома-Сити, он присоединился к команде.